# Бердянське водосховище
Бердянське водосховище — водосховище на річці Берда. Постачає водою місто Бердянськ. Розташоване біля с. Осипенко

## Історія
Збудоване 1954 року для обслуговування міста й Бердянського кабельного заводу й коштом цього підприємства.[джерело?]
Водосховище розташоване в Бердянському район за 25 кілометрів від міста. Найпопулярніші місця для відпочинку — неподалік села Осипенко, Новоіванівки чи Радивонівки.[джерело?]